# IBM RS64
Der IBM RS64 ist eine 64-Bit-Prozessorfamilie, die in den späten 1990er Jahren in IBMs RS/6000- und AS/400-Servern eingesetzt wurde.

## Cobra und Muskie
Den Cobra- oder A10-Prozessor führte IBM im Jahre 1995 mit einer Taktfrequenz von 50 MHz bis 77 MHz ein. Diese Einchip-CPU fand ihren Einsatz in der AS/400 und wurde im 0,6 µm Aluminium-Prozess hergestellt.
Ein Jahr später stellte IBM die Multichip-CPU Muski (auch A25 oder A30 genannt) vor. Diese 4-Wege-SMP-CPU lief mit einer Taktfrequenz von 125 MHz bis 154 MHz und wurde in AS/400-Servern eingesetzt. Hergestellt wurde sie im BiCMOS-Prozess.

## RS64

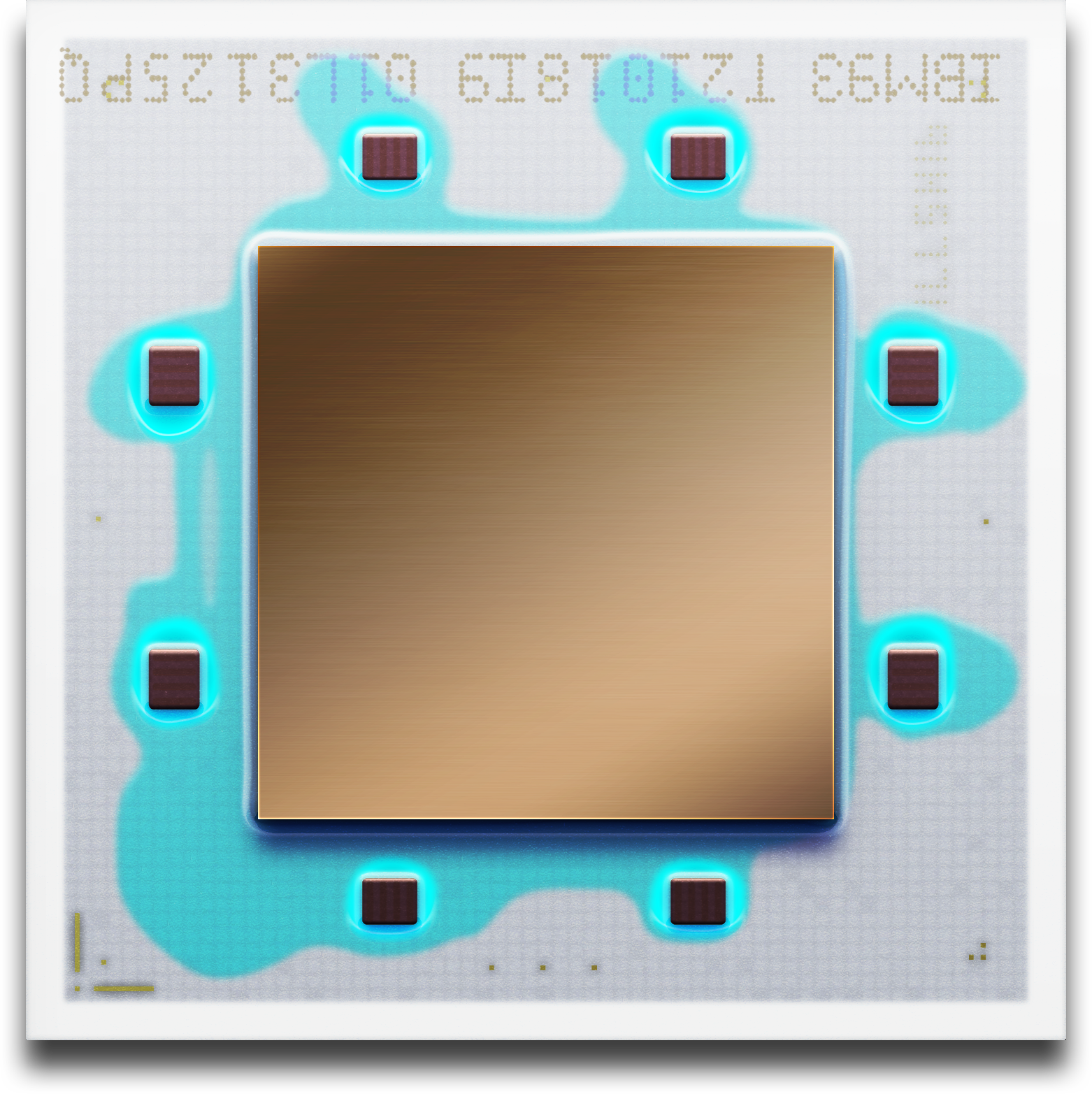
CPU-Chip RS64

Der RS64 oder Apache wurde 1997 eingeführt und war für die RS/6000- und AS/400-Server vorgesehen. Diese CPU läuft mit einer Taktfrequenz von 125 MHz, besitzt einen integrierten 128 KB großen L1-Cache, sowie einen externen 4 MB großen L2-Cache. Der L2-Cache ist mit einem 128 Bit breiten Bus mit der CPU verbunden und läuft mit voller Taktfrequenz. Hergestellt wurde der RS64 im BiCMOS-Prozess.

## RS64-II
Der RS64-II oder Northstar wurde 1998 mit einer Taktfrequenz von 262 MHz und einem 8 MB L2-Cache eingeführt. Der L2-cache läuft mit voller Taktfrequenz und ist über einen 256 Bit breitem 6XX-Bus angebunden (vgl. PowerPC 620 und POWER 3). Die CPU besteht aus 12,5 Millionen Transistoren, die auf einem Die mit einer Fläche von 162 mm² untergebracht sind. 
Der RS64-II besaß die Bezeichnung A50 in AS/400-Servern.

## RS64-III
Der RS64-III oder Pulsar wurde 1999 mit einer Taktfrequenz von 450 MHz vorgestellt. Die größte Änderung an der Architektur war der auf 128 KB vergrößerte L1-Cache (Data-Cache und Instruction-Cache). Darüber hinaus wurde die Genauigkeit der Sprungvorhersage (Branch Prediction) verbessert.
Auch bei einer fehlgeschlagenen Sprungvorhersage benötigt dieser Prozessor nur noch maximal einen Takt mehr. 
Weitere Teile der CPU sind die fünfstufige Pipeline und der mit einem 256 Bit breiten Bus angeschlossene L2-Cache mit einer Größe von 8 MB. Die maximale Datentransferrate des Caches beträgt 14,4 GB/s mit 225 MHz getakteten SRAMs. 
Auf dem 140 mm² großen Die des RS64-III sind 34 Millionen Transistoren untergebracht.
Hergestellt wurde er im CMOS-7S-Prozess.
Im Jahre 2000 stellte IBM unter dem Namen IStar eine weitere Version des RS64-III vor. Der einzige Unterschied war der SOI-Herstellungsprozess, wodurch die Taktfrequenz auf 600 MHz erhöht werden konnte.

## RS64-IV
Im Jahre 2000 stellte man den mit 600 MHz (später 750 MHz) getakteten RS64-IV oder sStar vor. Diese CPU besaß einen bis zu 16 MB großen L2-Cache und war der erste Prozessor für den Massenmarkt, der Multithreading unterstützte.
Der Prozessor besteht aus 44 Millionen Transistoren, die auf einen 128 mm² großen Die untergebracht sind. Hergestellt wurde er in einem 0,18 µm-Prozess.